# ジョン・ハミルトン＝ゴードン (初代アバディーン＝テメイア侯爵)
初代アバディーン＝テメイア侯爵、ジョン・ハミルトン＝ゴードン（英: John Hamilton-Gordon, 1st Marquess of Aberdeen and Temair, KT, GCMG, GCVO, PC、1847年8月3日 – 1934年3月7日）は、イギリスの政治家、貴族。
1893年から1898年にかけてカナダ総督を務めた。

## 経歴
1847年8月3日、第5代アバディーン伯爵ジョージ・ハミルトン＝ゴードンの三男として生まれる。兄に第6代アバディーン伯爵ジョージ・ハミルトン＝ゴードンがいる。
1870年1月27日に兄から第7代アバディーン伯爵以下5つの爵位を継承し、貴族院議員に列する。
オックスフォード大学ユニバーシティ・カレッジへ進学。1871年にバチェラー・オブ・アーツ(BA)、1875年にマスター・オブ・アーツ(MA)の学位を取得。
1880年にアバディーンシャー統監に就任。1881年から1885年にかけてスコットランド教会総会への勅使を務めた。1886年2月から8月にかけてはアイルランド総督を務めた。
1893年9月からカナダ総督に就任。カナダ全国を広く旅行し、先住民ともよく会見した。総督官邸リドー・ホールでの演劇公演をしばしば観劇した。1893年にはリドー・ホールにチャペルを建設した（1912年に撤去）。ヴィクトリア女王のダイヤモンドジュビリーの際にはカナダで様々な催し物を実施した。カナダ海軍の艦隊の視察もよく行った。海外自治領との貿易・連携の強化にも尽力した。1898年11月に第4代ミントー伯爵ギルバート・エリオット＝マーレイ＝キニンマウンドに後を託して退任した。
1905年から1915年にかけてアイルランド総督に再任した。
1916年1月4日に「カウンティ・オブ・アバディーン、カウンティ・オブ・メース、カウンティ・オブ・アーガイルにおけるアバディーン＝テメイア侯爵（Marquess of Aberdeen and Temair, in the County of Aberdeen, in the County of Meath and in the County of Argyll）」と「カウンティ・オブ・アバディーンのハッドー伯爵（Earl of Haddo, in the County of Aberdeen）」に叙せられた。
1934年3月7日に死去した。

## 栄典

### 爵位・準男爵位
- 1870年1月27日、第7代アバディーン伯爵（1682年創設スコットランド貴族）
- 1870年1月27日、第7代フォーマーティン子爵（1682年創設スコットランド貴族）
- 1870年1月27日、第4代アバディーンのゴードン子爵（1814年創設連合王国貴族爵位）
- 1870年1月27日、第7代ハッド卿（1682年創設スコットランド貴族爵位）
- 1870年1月27日、第9代ゴードン準男爵（1642年創設スコットランド準男爵位）
- 1916年1月4日、初代アバディーン＝テメイア侯爵（連合王国貴族）
- 1916年1月4日、初代ハッドー伯爵（連合王国貴族）

### 勲章
- 1895年、聖マイケル・聖ジョージ勲章ナイト・グランド・クロス(GCMG)
- 1906年、シッスル勲章勲爵士(KT)
- 1911年、ロイヤル・ヴィクトリア勲章ナイト・グランド・クロス(GCVO)

## 家族
初代トウィードマス男爵ダドリー・マージョリーバンクスの娘イザベルと結婚し、彼女との間に以下の5子を儲ける。
- 第1子(長男)第2代アバディーン＝テメイア侯爵ジョージ・ゴードン（英語版）(1879-1965)
- 第2子(長女)マージョリー・アデリン・ゴードン嬢(1880-1970)：初代ペントランド男爵ジョン・シンクレアー（英語版）と結婚
- 第3子(次女)ドロシー・メアリー・ゴードン嬢(1882)：夭折
- 第4子(次男)第3代アバディーン＝テメイア侯爵ダドリー・ゴードン（英語版）(1883-1972)
- 第5子(三男)アーチボルド・イアン・ゴードン卿(1884-1909)